# Obergiesing-Fasangarten
Obergiesing-Fasangarten è uno dei distretti in cui è suddivisa la città di Monaco di Baviera, in Germania. Viene identificato col numero 17.

## Geografia fisica
Il distretto si trova nella parte sud della città.

### Suddivisione
Il distretto è suddiviso amministrativamente in 2 quartieri (Bezirksteile):
1. Obergiesing
2. Fasangarten